# Cleveland Cavaliers 1994-1995
La stagione 1994-95 dei Cleveland Cavaliers fu la 25ª nella NBA per la franchigia.
I Cleveland Cavaliers arrivarono quarti nella Central Division della Eastern Conference con un record di 43-39. Nei play-off persero al primo turno con i New York Knicks (3-1).

## Roster
| N° | Naz.                   | Ruolo | Sportivo         | Anno | Alt. | Peso |
| -- | ---------------------- | ----- | ---------------- | ---- | ---- | ---- |
| 5  | Stati Uniti (bandiera) | G     | Steve Colter     | 1962 | 191  | 75   |
| 9  | Stati Uniti (bandiera) | GA    | Tony Campbell    | 1962 | 201  | 98   |
| 10 | Stati Uniti (bandiera) | G     | John Battle      | 1962 | 188  | 79   |
| 11 | Stati Uniti (bandiera) | G     | Terrell Brandon  | 1970 | 180  | 82   |
| 12 | Stati Uniti (bandiera) | G     | Elmer Bennett    | 1970 | 183  | 77   |
| 12 | Stati Uniti (bandiera) | G     | Gerald Madkins   | 1969 | 193  | 91   |
| 14 | Stati Uniti (bandiera) | G     | Bobby Phills     | 1969 | 196  | 95   |
| 18 | Stati Uniti (bandiera) | AC    | Hot Rod Williams | 1962 | 211  | 98   |
| 24 | Stati Uniti (bandiera) | A     | Chris Mills      | 1970 | 198  | 98   |
| 25 | Stati Uniti (bandiera) | G     | Mark Price       | 1964 | 183  | 77   |
| 30 | Stati Uniti (bandiera) | C     | Greg Dreiling    | 1963 | 213  | 113  |
| 31 | Stati Uniti (bandiera) | AC    | Fred Roberts     | 1960 | 208  | 99   |
| 32 | Stati Uniti (bandiera) | A     | Tyrone Hill      | 1968 | 206  | 109  |
| 35 | Stati Uniti (bandiera) | A     | Danny Ferry      | 1966 | 208  | 104  |
| 44 | Stati Uniti (bandiera) | AC    | Michael Cage     | 1962 | 206  | 102  |

## Staff tecnico
- Allenatore: Mike Fratello
- Vice-allenatori: Ron Rothstein, Sidney Lowe, Jim Boylan